# Laculataria
Laculataria là một chi bướm đêm thuộc họ Tortricidae.

## Các loài
- Laculataria asymmetra Razowski & Wojtusiak, 2006
- Laculataria chlorochara Razowski & Wojtusiak, 2006
- Laculataria chondrites Razowski & Wojtusiak, 2006
- Laculataria nigropicata Razowski & Wojtusiak, 2006